# Розхідник
Розхі́дник (Glechoma L.) — рід багаторічних зіллястих рослин із повзучими стеблами і підведеними квітконосними гілками з синьо-фіалковим віночком, з родини губоцвітих. 
В Україні — 2 види: розхідник звичайний (G. hederacea L. = Nepeta glechoma Benth.), має етерову олію, чинбарські речовини, гірку речовину, сапоніни, смолу. Росте на вологуватих затінених місцях на узліссях, у чагарниках, при берегах рік, на золотих луках, а також як бур'ян; розхідник шорсткий (G. hirsuta L.) росте у широколистястих лісах, між чагарниками по всій Україні, але в степовій зоні рідше, у Криму не зустрічається.